# Tomasz Adamczuk
Tomasz Lucjan Adamczuk (ur. 4 stycznia 1953 w Rakołupach Dużych, zm. 21 grudnia 1993 tamże) – polski polityk oraz rolnik, poseł na Sejm PRL IX kadencji i senator III kadencji.

## Życiorys
Syn Józefa i Józefy. Posiadał wykształcenie wyższe rolnicze (ukończył Akademię Rolniczą w Lublinie), od 1978 prowadził indywidualne gospodarstwo rolne. W 1979 wstąpił do Zjednoczonego Stronnictwa Ludowego i został członkiem gminnego komitetu ZSL (1984–1987), zastępcą członka i członkiem prezydium wojewódzkiego komitetu partii w Chełmie. Był też członkiem Naczelnego Komitetu ZSL (1988–1989). Działał również w Związku Młodzieży Wiejskiej (m.in. jako członek zarządu krajowego i przewodniczący zarządu wojewódzkiego). W latach 1980–1984 zasiadał w Wojewódzkiej Radzie Narodowej. Był członkiem Rady Społeczno-Gospodarczej przy Sejmie VIII kadencji. W latach 1985–1989 pełnił funkcję posła na Sejm PRL IX kadencji, wybranego w okręgu Chełm z puli ZSL. W 1989 brał udział w rozmowach plenarnych Okrągłego Stołu po stronie partyjno-rządowej. W 1993 został wybrany senatorem III kadencji z listy Polskiego Stronnictwa Ludowego w województwie chełmskim.
Dwa miesiące po rozpoczęciu kadencji popełnił samobójstwo poprzez powieszenie. Formalnie wygaśnięcie mandatu stwierdzono 3 lutego 1994.